# 霍東齡
霍東齡（1956年—），現時為京信通信系統控股有限公司及Prime Choice Investments Limited董事長、行政總裁及創辦人。
女儿為霍欣茹女士

## 生平
他創立京信通信前，在1982年至1987年任職廣東省郵電局微波通信總站任職工程技術員。1986年畢業於北京郵電大學，1991年至1997年，任職於中國電子進出口總公司員工。

## 外部連結
- 京信通信 （页面存档备份，存于）